# 1996–1997-es magyar női labdarúgó-bajnokság (másodosztály)
A magyar női labdarúgó-bajnokság másodosztályában 1996–97-ben nyolc csapat küzdött a bajnoki címért. A bajnoki címet a Fehér Bölény SC szerezte meg és került az NB I-be.

## Végeredmény
| #  | Csapat                  | M  | GY | D | V  | G+ – G– | GK  | P  | Megjegyzések |
| -- | ----------------------- | -- | -- | - | -- | ------- | --- | -- | ------------ |
| 1. | Fehér Bölény SC         | 14 | 10 | 3 | 1  | 27–8    | +19 | 33 | NB I         |
| 2. | Renova II               | 14 | 9  | 3 | 2  | 38–14   | +24 | 30 |              |
| 3. | Viktória FC-Szombathely | 14 | 9  | 1 | 4  | 35–15   | +20 | 28 |              |
| 4. | Győri NFC               | 14 | 6  | 2 | 6  | 31–28   | +3  | 20 |              |
| 5. | Pepita Sárkányok        | 14 | 5  | 4 | 5  | 28–21   | +7  | 19 |              |
| 6. | Miskolci VSC            | 14 | 3  | 6 | 5  | 16–21   | −5  | 15 |              |
| 7. | Abádszalóki Juventa     | 14 | 2  | 4 | 8  | 13–23   | −10 | 10 |              |
| 8. | László Kórház II        | 14 | 0  | 1 | 13 | 2–60    | −58 | 1  |              |
| –. | Mottó FC-Győr           | 0  | 0  | 0 | 0  | 0–0     | 0   | 0  | visszalépett |

Utolsó frissítés: 1997. június 30. 
Forrás: RSSSF - Hungary (Women) 1996/97 
A rangsorolás alapszabályai: 1. összpontszám, 2. győzelmek száma, 3. egymás elleni eredmények összpontszáma,  4. egymás elleni eredmények gólkülönbsége, 5. egymás elleni eredmények szerzett góljainak száma 6. gólkülönbség, 7. szerzett gólok száma.
(B): Bajnokcsapat, (K): Kieső csapat, (F): Feljutó csapat, (I): Kupainduló, (R): A rájátszás győztese, (KGY): Kupagyőztes